# Сит Плезант (Мериленд)
Сит Плезант (енгл. Seat Pleasant) град је у америчкој савезној држави Мериленд.

## Демографија
По попису из 2010. године број становника је 4.542, што је 343 (-7,0%) становника мање него 2000. године.
| Група             | 2000.         | 2010.         |
| Белци             | 91 (1,9%)     | 52 (1,1%)     |
| Афроамериканци    | 4.725 (96,7%) | 4.135 (91,0%) |
| Азијати           | 8 (0,2%)      | 18 (0,4%)     |
| Хиспаноамериканци | 32 (0,7%)     | 257 (5,7%)    |
| Укупно            | 4.885         | 4.542         |